# جینا بی نهایی
جینا بی نهایی (انگلیسی: Gina B. Nahai؛ زادهٔ ۹ دسامبر ۱۹۶۰) یک رمان‌نویس اهل ایالات متحده آمریکا با تبار ایرانی است.